# Дуров, Борис Валентинович
Бори́с Валенти́нович Ду́ров (12 марта 1937, Славянск — 5 апреля 2007, Москва) — советский и российский кинорежиссёр и сценарист. Заслуженный деятель искусств России (2000).

## Биография
Борис Дуров родился в Славянске Донецкой области УССР (ныне Украина). В 1955 году окончил Казанское суворовское училище, а в 1960 году — Рижское Краснознамëнное высшее инженерно-авиационное военное училище имени Ленинского комсомола, после чего решил связать свою жизнь с кино и поступил на режиссёрское отделение ВГИКа. Учился в мастерской Якова Сегеля. Его однокурсниками были Станислав Говорухин, Леонид Нечаев и Валерий Рубинчик.
В 1967 году окончил ВГИК и в том же году совместно с Станиславом Говорухиным поставил свой дебютный приключенческий фильм об альпинистах «Вертикаль». Как позднее вспоминал Владимир Высоцкий, эта была его первая картина, для которой он написал стихи и музыку как автор. Это стало одной из причин популярности фильма: он занял десятое место среди отечественных картин советского проката 1967 года. С него же началась популярность Высоцкого как автора-исполнителя. В 1968 году его песни из фильма были впервые выпущены на миньоне.
После этого пути режиссёров разошлись. Дуров много лет работал на различных студиях страны, пробуя себя в разных жанрах — от драмы и комедии до детского и военного фильма.
В 1979 году друзья вновь объединили силы и написали сценарий «Пиратов XX века» — «первого советского кинобоевика», который стал самым известным фильмом Дурова. В год выхода картину посмотрели 87,6 миллионов человек (каждый третий житель СССР), что стало абсолютным рекордом советского кинопроката. Также впервые на отечественном экране были показаны приёмы карате.
Его следующую драму, «Не могу сказать „прощай“» (1982), посмотрели 34,6 миллионов зрителей, и она заняла четвёртую строчку в списке самых успешных фильмов года.
После распада СССР Борис Дуров ушёл из кино, вернувшись только в 2001 году для работы над телесериалом «Тайный знак». Телесериал вышел в 2002 году на телеканале «ТНТ» и завоевал огромную популярность. В 2000 году за заслуги в области искусства он был удостоен звания «Заслуженный деятель искусств Российской Федерации».
Борис Дуров скончался 5 апреля 2007 года в Москве от последствий инсульта, перенесённого несколькими годами ранее. Похоронен на Митинском кладбище рядом с женой, художницей Зинаидой Николаевной Дуровой (1937–2003).

## Фильмография

### Актёр
- 1965 — «Как вас теперь называть?» — эпизод
- 1986 — «Здравствуйте, Гульнора Рахимовна!» — учитель физкультуры

### Режиссёр
- 1967 — «Вертикаль» (совместно с Станиславом Говорухиным)
- 1969 — «Повесть о чекисте» (совместно со Степаном Пучиняном)
- 1970 — «А человек играет на трубе»
- 1972 — «Вот моя деревня»
- 1973 — «Аварийное положение»
- 1974 — «Происшествие»
- 1974 — «Ералаш»
- 1976 — «Гранитные острова»
- 1977 — «Семья Зацепиных»
- 1979 — «Пираты XX века»
- 1980 — «Родила меня мать счастливым…»
- 1982 — «Не могу сказать «прощай»»
- 1984 — «Лидер»
- 1987 — «Цирк приехал»
- 1990 — «Чёрная магия, или Свидание с дьяволом»
- 1991 — «Смерть за кулисами»
- 2002 — «Тайный знак»

#### Режиссёр сюжетов «Ералаша»
- 1987 — Выпуск № 65 (сюжет «Урок»)
- 1996 — Выпуск № 114 (сюжет «Соринка»)
- 1996 — Выпуск № 118 (сюжет «Взрослые не обманывают»)
- 1996 — Выпуск № 119 (сюжет «Букет»)
- 1997 — Выпуск № 124 (сюжет «Врун»)
- 1999 — Выпуск № 134 (сюжет «Классненько!»)
- 2000 — Выпуск № 137 (сюжет «Мой деда самых честных правил…»)
- 2001 — Выпуск № 146 (сюжет «На свободу — с чистой совестью!»)
- 2003 — Выпуск № 165 (сюжет «Тёмная магия»)

### Сценарист
- 1972 — «Вот моя деревня»
- 1974 — «Происшествие»
- 1976 — «Гранитные острова»
- 1979 — «Пираты XX века» (совместно с Станиславом Говорухиным)
- 1980 — «Родила меня мать счастливым…»
- 1982 — «Если любишь…»
- 1985 — «Жизнь и бессмертие Сергея Лазо»
- 1985 — «Тихая застава»
- 1990 — «Чёрная магия, или Свидание с дьяволом»
- 1991 — «Смерть за кулисами»
- 2004 — «Рокировка»

#### Автор сценариев к сюжетам «Ералаша»
- 1997 — Выпуск № 124 (сюжет «Врун»)
- 2003 — Выпуск № 165 (сюжет «Тёмная магия»)